# Wolfgang U. Schütte
Wolfgang U. Schütte (* 23. September 1940 in Rodalben; † 22. April 2020 in Leipzig) war ein deutscher Kulturhistoriker, Publizist und Autor.

## Leben und Werk
Wolfgang U. Schütte kam 1961 nach Leipzig, um an der Fachschule für Bibliothekare „Erich Weinert“ Bibliothekswesen zu studieren. Nach seinem Abschluss arbeitete er von 1965 bis 1967 als Bibliothekar, bevor er bis 1970 für die Pressearbeit beim Verlag Philip Reclam Jun. verantwortlich war. Anschließend arbeitete er bis 1976 als Redakteur für das Leipziger Börsenblatt für den Deutschen Buchhandel. Von da an war er freiberuflich tätig.
1982 war Schütte Mitbegründer der Leipziger Blätter und bis 1991 auch stellvertretender Chefredakteur der Zeitschrift. Zwischen 1991 und 1993 war er als Lektor für die Sachsenbuch Verlagsgesellschaft tätig, im Anschluss für mehrere Jahre als Referent u. a. für die Sparkasse Leipzig. 1995 gründete er die Lene-Voigt-Gesellschaft e.V.
Schütte war spezialisiert auf die Kulturgeschichte Deutschlands im ersten Drittel des 20. Jahrhunderts sowie auf die Geschichte der sächsischen Mundart. Er forschte u. a. zur Mundartdichterin Lene Voigt und anderen Autorinnen und Autoren der 1920er und 1930er Jahre, zum Künstler Karl Holtz, zur deutschen Kabarett-, Karikaturisten- und Satirikerszene jener Zeit sowie zur Zeitschrift Der Drache. Ab den 1970er Jahren gab er bei Verlagen wie Buchverlag Der Morgen oder dem Verlag Tribüne von ihm in Vor- oder Nachworten kommentierte Werke u. a. von Hardy Worm (alias Ferry Rocker), Fritz Hampel, Hans Natonek, Bruno Vogel oder Hans Reimann wieder heraus, oftmals das erste Mal nach deren Erstveröffentlichungen. Er arbeitete ab den 1990er Jahren eng mit der Connewitzer Verlagsbuchhandlung zusammen; mit seiner drei Monate nach ihm gestorbenen Ehefrau Monica Schütte (1941–2020) gab er dort u. a. eine sechsbändige Gesamtausgabe mit den Werken Lene Voigts heraus.
Schütte benutzte auch mehrere Pseudonyme für seine Veröffentlichungen. Er führte private Briefwechsel mit zahlreichen prominenten Persönlichkeiten, z. B. Erika Mann, Bruno Apitz oder Günter Grabbert.

## Publikationen (Auswahl)
als Verfasser:
- mit Renate und Roger Rössing: Leipzig in Farbe. Brockhaus, Leipzig 1984, DNB 850039932.
- Von Berlin nach Brissago. Auf den Spuren von Leon Hirsch in der Schweiz. Buchverlag Der Morgen, Berlin 1987, ISBN 978-3-371-00062-6.
- „Mit Stacheln und Stichen …“ Beiträge zur Geschichte der Berliner Brettl-Truppe "Die Wespen" (1929–1933). Edition Peters, Leipzig 1987, ISBN 978-3-369-00003-4.
- mit Klaus Haese: Frau Republik geht pleite. Deutsche Karikaturen der zwanziger Jahre. Neuer Malik Verlag, Köln 1990, ISBN 978-3-89029-047-8.
- Karl Holtz in Greiz. Zur Eröffnung einer Ausstellung. In: Marginalien. Zeitschrift für Buchkunst und Bibliophilie (2000), Nr. 157, ISSN 0025-2948, S. 58–66.
- Die Wölfe. Auf den Spuren eines Leipziger Verlages der "goldenen" zwanziger Jahre. Gemeinsame Bibliographie von Verlag Die Wölfe, Verlags- und Versandbuchhandlung „Die Wölfe“ (Anna Wolf), Panoptikum-Verlag C. Wolf. Connewitzer Verlagsbuchhandlung, Leipzig 2000, ISBN 978-3-928833-72-1.
- mit Monica Schütte: Alphabetisches Titelverzeichnis der Werke von Lene Voigt. Connewitzer Verlagsbuchhandlung, Leipzig 2000, ISBN 978-3-928833-51-6.
- Frau Republik wird auf der Flucht erschossen. Leipziger Brettl zwischen 1921 und 1933. Forum Verlag, Leipzig 2001, ISBN 978-3-931801-33-5.
- Mein Lebensgepäck heisst Humor... Lene Voigts Biografie. Ein Dokumentarstück, Lene-Voigt-Gesellschaft e.V. 2., veränderte Auflage, Connewitzer Verlagsbuchhandlung, Leipzig 2005, ISBN 978-3-928833-53-0.
- Zwischen allen Stühlen. Aus dem Leben und Werk des Zeichners Karl Holtz. Connewitzer Verlagsbuchhandlung, Leipzig 2005, ISBN 978-3-928833-14-1.
- mit Monica Schütte: Der Elena Gottschalk Verlag – oder nebulose Spintisierer interessierten nicht. Verlagsgeschichte und Bibliographie. Connewitzer Verlagsbuchhandlung, Leipzig 2005, ISBN 978-3-937799-12-4.
- Lene Voigt, Weibergespräche. Ein biografischer Spaziergang (= Minibibliothek). Buchverlag für die Frau, Leipzig 2008, ISBN 978-3-89798-235-2.
- mit Monica Schütte: Lene Voigt. Ein Lebensbild. [Die Biografie der Lene Voigt]. Connewitzer Verlagsbuchhandlung, Leipzig 2017, ISBN 978-3-928833-57-8.

Hinzu kommen zahlreiche Aufsätze im Börsenblatt für den Deutschen Buchhandel (ISSN 1611-4280) zwischen 1971 und 1978.
als Herausgeber:
- Bis fünf nach zwölfe, kleine Maus. Streifzug durch satirische Zeitschriften der Weimarer Republik. Buchverlag Der Morgen, Berlin 1972, DNB 730080188.
- Unterm Pulverfass glimmt noch der Zunder. Eine Auswahl aus "Das Wort" (1923–1925) und "Proletarische Heimstunden" (1923–1926). Verlag Tribüne, Berlin 1979, DNB 800115252.
- Karl Holtz (= Klassiker der Karikatur 21). Eulenspiegel-Verlag, Berlin 1983, DNB 840602251.
- Vom Untergang des Abendlandes. Kabarett-Texte der zwanziger Jahre. Henschel, Berlin 1983, DNB 831079304.
- Ein Sachsenbuch. Zentrahaus-Publikation, Leipzig 1985, DNB 860462811.
- Der rote Jahn. Ausgewählte Musikalien des Arbeitertheater-Verlages Alfred Jahn. Edition Peters, Leipzig und Dresden 1986, DNB 890329575.
- Publikationen der Vereinigung Linksgerichteter Verleger. (1925–1926). Reprint der Ausgabe Berlin 1926, München u. a., K. G. Saur 1988, ISBN 978-3-598-07260-4.
- Lene Voigt: Vom Pleissestrand nach Helgoland. Ein lustiges Reisebild. Sachsenbuch, Leipzig 1990, ISBN 978-3-910148-01-7.
- mit Monica Schütte: Das grosse Lene-Voigt-Buch. Sachsenbuch, Leipzig 1991, ISBN 978-3-910148-23-9 (3., durchgesehene Auflage 2010).
- Lene Voigt: Nu grade! Bekanntes, weniger Bekanntes und Neuaufgefundenes. Connewitzer Verlagsbuchhandlung, Leipzig 1995, ISBN 978-3-928833-34-9.
- mit Monica Schütte: Lene Voigts Kochbuch. Vereinfachtes Kochbuch der Prager Deutschen Kochschule. Mit Texten rund ums Essen von Lene Voigt. Connewitzer Verlagsbuchhandlung, Leipzig 2000, ISBN 978-3-928833-20-2.
- mit Monica Schütte: "... wie Brausepulver im Nachtgeschirr". Porträt der ungemütlichen & satirischen & sächsischen & republikanischen Wochenschrift "Der Drache" (1919–1925). Mit Erinnerungen des Gründers Hans Reimann und des langjährigen Chefredakteurs Hans Bauer. Connewitzer Verlagsbuchhandlung, Leipzig 2002, ISBN 978-3-928833-37-0.
- mit Monica Schütte und Gabriele Trillhase: Lene Voigt: Werke. Connewitzer Verlagsbuchhandlung Peter Hinke, Leipzig.
  1. Mir Sachsen. 2004, ISBN 978-3-928833-86-8.
  2. Ich weeß nich, mir isses so gomisch. Alle säk’schen Balladen und Glassigger. 2., durchgesehene Auflage, 2004, ISBN 978-3-928833-87-5.
  3. Wird man erst einmal gedruckt ... 2005, ISBN 978-3-928833-54-7.
  4. In Sachsen gewachsen. 2007, ISBN 978-3-928833-55-4.
  5. Mal hier, mal dort. 2009, ISBN 978-3-928833-56-1.
  6. Fernes Erinnern. 2011, ISBN 978-3-937799-40-7.

## Hörspiele
- 1981: Karl Emil Franzos: Der lateinische Kanonier (Bearbeitung (Wort)) – Regie: Günter Bormann (Hörspielbearbeitung, Kinderhörspiel, Kurzhörspiel – Rundfunk der DDR)[5]
- 1983: Wolfgang U. Schütte: Slang – Lehrer, Journalist, Strafgefangener. Dokumentarhörspiel zum Leben des Schriftstellers Fritz Hampel – Regie: Norbert Speer (Original-Hörspiel, Kinderhörspiel – Rundfunk der DDR)[6]